# Arlett Drexler
Arlett Drexler (* 3. Juli 1980 in Jena) ist eine deutsche Hörfunkmoderatorin und Synchron-, Hörspiel- und Werbesprecherin.

## Leben
Arlett Drexler kam 1989 mit Mutter und Stiefvater aus der ehemaligen DDR nach Baden-Württemberg. Sie wuchs in Baden-Baden auf.
Im Jahr 2000 ging sie direkt nach dem Abitur zum Radio und moderierte im Laufe der Jahre bei diversen Sendern wie Antenne Bayern, Radio Ton und Radio Gong 96.3, wo sie feste Vormittags-Moderatorin war. Bekannt ist sie unter anderem aus der Morgenshow Lennert & Heine bei Antenne 1 und als langjährige Co-Moderatorin von Wolfgang „Leiki“ Leikermoser in Guten Morgen Bayern auf Antenne Bayern. Als Synchronsprecherin ist sie unter anderem die Stimme von Tamara Ecclestone in der Personality-Soap Tamara Ecclestone – Billion $$ Girl und der Zauberin im Computerspiel Diablo III. Seit 2010 arbeitet Drexler auch als Hörspielsprecherin. Von Mai 2021 bis Februar 2022 moderierte sie für Femotion Radio, einem Hörfunksender für Frauen.
Privat engagiert sich Arlett Drexler für Tiere. Im Jahr 2007 sperrte sie sich für drei Tage in einem Tierheim ein und konnte mit dieser öffentlichen Protestaktion für zahlreiche Tiervermittlungen sorgen.
Arlett Drexler lebt in München, ist verheiratet und hat drei Kinder.

## Hörspiele (Auswahl)
- 2010: Emily Carter: Wo der Lavendel blüht (SCM Hänssler)
- 2015: Martina Kölbl-Ebert: Zeitreise ins Jura-Meer: Eine Hörexpedition mit dem Jura-Museum Eichstätt – (Jura-Museum Eichstätt)[5]
- seit 2017: Tommy Krappweis: Ghostsitter (Staffel 1–20) – Hörspielfassung und Regie: Tommy Krappweis (Audible Original)
- 2020: Tommy Krappweis: Die Phantasischen Fälle des Rufus T. Feuerflieg – Folge 3 – Alles für die Katz – Hörspielfassung und Regie: Tommy Krappweis (Audible Original)
- 2018: Ben Aaronovitch: Die Flüsse von London – Hörspielfassung: David Gromer, Miron Kleinbongard, Regie: David Gromer (Audible Original)
- 2019: Markus Heitz: Krieg der Zwerge, Teil 1 und 2 – Hörspielfassung und Regie: Norman Cöster (Audible Original)